# The Following
The Following foi uma série de televisão dramática norte-americana, criada por Kevin Williamson. Protagonizada por Kevin Bacon, estreou em 21 de janeiro de 2013 na Fox, contando com James Purefoy, Shawn Ashmore e Natalie Zea no elenco principal. A série parte da premissa de um agente do FBI, Ryan Hardy, que investiga um criminoso que usa a tecnologia para criar uma rede de serial killers com base nos ensinamentos deixados pelo poeta e escritor Edgar Allan Poe.
Começou a ser exibida no Brasil a partir de 21 de fevereiro de 2013, pelo canal por assinatura Warner.
Foi exibida pelo SBT entre 7 de agosto a 30 de outubro de 2016, sempre aos domingos,por volta das 1h da manhã, substituindo Arrow e sendo substituída pelo SBT Noticias.
Em 4 de março de 2013, a FOX renovou a série para uma segunda temporada.
Em 7 de março de 2014, a FOX renovou e a terceira temporada foi ao ar em 2015.
Em 8 de maio de 2015, a FOX anunciou que a série não seria renovada para uma quarta temporada.

## Desenvolvimento
Kevin Williamson produziu a série para a Fox porque a emissora foi "a casa do seu programa favorito, 24". Comparando Ryan Hardy com Jack Bauer, ele disse, "Às vezes eu fico acordado na cama durante a noite e choro por Jack Bauer! Claramente, há algo de Jack em Ryan. Ryan morreria para salvar o momento. Ele carrega o peso de cada vítima nos ombros". Desde o início, Kevin tinha a intenção de produzir uma série sangrenta; ele também sabia que seria controversa.
Quando estava escolhendo o elenco, ele disse para seu agente que "queria alguém como Kevin Bacon" para o papel principal, ao que este respondeu, "Que tal Kevin Bacon?". Eles entraram em contato com o ator, que havia passado quatro anos sem encontrar uma série pela qual se interessasse e acabou aceitando o papel.

## Elenco

### Regular
- Kevin Bacon como Ryan Hardy, um agente aposentado do FBI que é chamado de volta ao serviço pelo diretor Thomas (Tom) Franklin depois que Joe Carroll foge da prisão.
- James Purefoy como Joseph (Joe) Carroll, um professor de literatura inglesa e serial killer. Durante o tempo que passou na cadeia, Joe organizou uma rede de seguidores online.
- Shawn Ashmore como Mike Weston, um jovem agente do FBI, que se inspira em Ryan. Seu pai foi morto por Lily Gray. Encontra-se desaparecido.
- Jessica Stroup como Maxine (Max) Hardy (2ª temporada), sobrinha de Ryan e de Jenny Hardy. Max é uma policial da Polícia de Nova Iorque que passa a ajudar Ryan á investigar Joe Carrol e seus seguidores. Assume o lugar de Debra Parker.
- Natalie Zea como Claire Matthews, ex-esposa de Joe, que também teve um relacionamento com Ryan. Claire foi esfaqueada por Molly, vindo a não sobreviver aos ferimentos.
- Valorie Curry como Emma Hill/Denise Harris Lenore, uma seguidora de Joe Carroll. Emma se encontrou com Carroll em 2003 e acabou se tornando uma das seguidoras mais devotas da seita de Joe. Emma matou sua mãe Sharon Cooper.
- Connie Nielsen como Lily Gray (2ª temporada), seguidora de Joe Carroll, mãe de Luke e Mark e esposa de David Roland (assassinado enforcado por Giselle). Foi morta com três tiros disparados por Mike Weston, enquanto ela tentava invadir a Comunidade Korban.
- Carrie Cooke (2° temporada), é uma escritora e amiga de Ryan Hardy (no passado, eles tiveram um relacionamento amoroso). Carrie foi responsável pela publicação do livro de Ryan que falava sobre a vida e a suposta morte de Joe Carroll.
- Annie Parisse como Deborah (Debra) Parker (1ª temporada), Debra era uma agente do FBI especializada no comportamento de cultos e que morre asfixiada ao ser enterrada viva por Alex Lipton.
- Mike Colter como Nick Donovan (1° temporada), é um agente do FBI que assume o comando da equipe após a segunda fuga de Carroll da prisão, contudo Nick é ferido no olho com agulhas de cabelo por Melissa, uma das seguidoras de Joe Carroll que fingiu-se estar arrependida (ela foi assassinada com tiros disparados por Ryan e Mike)
- John Lafayette como Scott Turner, é um dos envolvidos na investigação contra Joe Carroll.
- Nico Tortorella como Jacob Wells/Will Wilson (1ª temporada),seguidor de Joe Carrol e amante de Emma Hill. Tinha função de vigiar Sarah Fuller se passando por um casal gay com Paul Torres. Jacob é morto esfaqueado no pescoço por Emma.
- Adan Canto como Paul Torres/Billy Thomas (1ª temporada) seguidor de Joe Carroll e amigo de Jacob e Emma. É esfaqueado por Ryan Hardy, mas morre asfixiado com um travesseiro por Jacob, com seu próprio consentimento.
- Tom Lipinski como Charlie Mead (1° temporada), ex-militante e seguidor de Joe Carroll designado para vigiar Clair Matthews no período em que este se encontra na prisão. Após ter falhado na missão de recaptura de Clair, Charlie pede para ser morto por Joe Carroll que o mata com uma facada na frente de Emma, Roderick e Louise Sinclair.
- Kyle Catlett como Joey Matthews,filho de Joe Carroll e Claire Matthews.
- Sam Underwood como Luke/Mark (2ª temporada), irmãos gêmeos e filhos de Lily Gray. Luke foi responsável pela morte de Carlos Pérez e, mais tarde, durante a fuga com sua família, foi capturado e severamente espancado por Mike Weston e por isso quase morreu. Luke estava internado no hospital, quando sua mãe planejou um ataque ao hospital e o resgatou.
- Tiffany Boone como Mandy Lang (2ª temporada), filha de Judy e admiradora de Carroll, a qual o tinha como pai. Mandy matou sua mãe para poder enfim seguir sua vida ao lado de Joe Carroll. Ela foi morta pelos irmãos gêmeos Luke e Mark Gray por não ter revelado o local onde Joe Carroll estava refugiado.
- Jake Weber como Micah (2° temporada), lider da seita Corban e marido de Julia. Micah foi morto envenenado por Joe Carroll.
- Jacinta Barrett como Julia (2° temporada), era a esposa de Micah. Julia nunca confiou em Joe Carroll e acreditava que ele estava envenenando a mente do marido. Julia foi morta enforcada por Joe Carroll.
- Shane McRae como Robert (2° temporada), é um seguidor de Joe Carroll e membro da comunidade Corban. Robert foi responsável por oferecer refúgio a Joe Carroll na Corban. Foi morto com um tiro disparado por Emma Hills.

### Recorrente
- Jenny Hardy (1° temporada), é a irmã de Ryan Hardy e tia de Max Hardy. Jenny trabalha em um restaurante. Ela foi sequestrada por Maggie Kester como forma de atrair o irmão para uma armadilha.
- Maggie Grace como Sarah Fuller (1° temporada), foi uma médica e a última aluna que Joe Carroll raptou e arrancou os olhos quando este conseguiu fugir da cadeia. Sarah era amiga do casal gay Will Wilson e Billy Thomas (nomes falsos de Jacob e Paul)

- Chinasa Ogbuagu como Deirdre Mitchel (1° temporada), uma agente do FBI especializada em seguir e rastrear informações ocultas de Joe Carroll

- Billy Brown como agente Troy Riley (1° temporada), auxilia Ryan Hardy após a  2° fuga de Joe Carroll da prisão, mas acaba sendo morto por Maggie Kester.
- Virginia Kull como Margaret (Maggie) Kester (1° temporada),foi uma das seguidoras de Joe Carroll e esposa de Rick Kester. Margaret foi responsável pela morte do agente Troy Riley com uma facada no pescoço enquanto este vigiava a sua casa. Ela sequestrou a irmã de Ryan Hardy como uma armadilha para atraí-lo e torturou o mesmo com eletroimãs no marcapasso, como forma de descontar a morte do seu marido. Margaret acabou sendo morta com um tiro disparado por Mike Weston.
- Michael Drayer como Rick Kester (1° temporada), marido de Maggie Kester e um dos seguidores de Joe Carroll. Rick tinha a missão de eliminar as três pessoas que tornaram a vida de Joe um fracasso. O primeiro deles foi Stan Fellows, um crítico literário que foi morto incendiado na rua por Rick que estava mascarado de Alan Poe. O segundo foi o crítico Dean Phillips Barnes que foi morto a facadas na sua própria casa. No final, Rick foi morto ao ser atingido por um tiro disparado por Ryan Hardy que seria a terceira pessoa.
- William Prael e Margaret Dale como Clark e Nora Sullivan (1° temporada), casal de idosos responsáveis por dizer à polícia o paradeiro de Joey Matthews e a casa onde Paul, Jacob e Emma estavam refugiados. O casal foi assassinado por Paul Torres.
- David Hicks (1° temporada) seguidor de Joe Carroll que o ajudou na 2° fuga da cadeia e foi baleado na perna por Ryan Hardy. Em seguida, foi torturado por Hardy para que este pudesse obter informações sobre Joe. Na sala de interrogatório, David cometeu suicídio com uma pílula escondida embaixo da pele da mão (método usado por soldados iraquianos)
- Ivan Hernandez como agente Lopez (1° temporada), auxilia Ryan Hardy na invasão da casa onde estão abrigados Paul, Emma e Jacob para recuperar Joey Matthews. É morto no celeiro com uma facada de Hank Flynn.
- Josh Segarra como Hank Flynn (1° temporada) seguidor de Joe Carroll responsável pela morte do agente Lopez  no celeiro e é morto por Ryan Hardy devido a isso.
- Lisa Joyce como Ava Marsden (1° temporada), seguidora de Joe Carroll e policial infiltrada. Ava ajudou Emma a fugir com Joey, mas foi morta a tiros por Ryan Hardy.
- Marin Ireland como Amanda Porter (1° temporada), seguidora de Joe Carroll que foi designada, juntamente com Louise Sinclair, para matar todas as mulheres da cidade com o nome Claire Matthews, uma delas foi morta com um arpão em um restaurante. Amanda está sob custódia da polícia.
- Annika Boras como Louise Sinclair (1° temporada), uma das seguidoras de Joe Carroll e que mantem um romance com Roderick. Louise foi designada por Joe Carroll a matar, juntamente com Amanda Porter, todas as mulheres da cidade com o nome Claire Matthews, porém foi morta com um tiro disparado por Ryan Hardy.
- Christopher Denham como Vincent (Vince) McKinley (1° temporada), trabalha juntamente com seu irmão de criação Brock Wickford. Ambos são seguidores de Joe Carroll e ex membros da milícia. Roderick deu-lhes a missão de capturar Claire Matthews que estava sob proteção da polícia e levá-la para Joe. Da primeira vez, Vince conseguiu agarrar Claire durante a fuga dela, mas foi baleado por Ryan Hardy, sobrevivendo graças ao colete a prova de balas, mesmo assim ele conseguiu colocar um rastreador GPS no casaco de Claire, fazendo com que os encontre na casa de Tyson (amigo de Ryan Hardy). No dia seguinte, ele vai à casa de Tyson e consegue levar Clairs para Joe, após ela se entregar espontaneamente a ele. Ele é morto com um tiro no bunker onde guardava as armas, na qual foi armado uma emboscada para ele.
- Tom Pelphrey como Brock Wickford (1° temporada), irmão de criação de Vincent McKinley na qual ambos são seguidores de Joe Carroll e ex membros da milícia. Roderick deu-lhes a missão de capturar Claire Matthews que estava sob proteção da polícia e levá-la para Joe. Da primeira vez, Brock conseguiu invadir o prédio onde ela estava escondida e matou com tiros de metralhadora vários polícias do FBI, incluindo o agente Ferguson. No dia seguinte, foi morto com um tiro disparado por Tyson.
- Charlie Semine como Alex Lipton (1° temporada), foi um dos seguidores de Joe Carroll responsável por sequestrar a agente Debra Parker. Alex foi bruscamente espancado e torturado por Ryan e Mike até confessar que ela tinha sido enterrada viva. Alex foi morto com um tiro na cabeça disparado por Ryan Hardy após ser constatado que Debra havia falecido.
- Li Jun Li como Megan Leeds (1° temporada), uma atendente de supermercado que é mantida refém por Emma, Jacob e Paul.
- Jennifer Ferrin como Molly (1° temporada) seguidora de Joe Carroll e infiltrada  que desenvolve um relacionamento amoroso com Ryan Hardy. Ela é responsável por ter desferido uma facada que perfurou o pulmão de Clair Matthews fazendo com que esta morra e é morta por Ryan devido a isso.
- Renée Elise Goldsberry como Olivia Warren (1° temporada), advogada de Joe Carroll que o auxilia na 2° fuga da cadeia. É morta por Joe Carroll.
- Steve Monroe como Jordan (Jordy) Raines (1° temporada), polícia local seguidor de Joe Carroll que se suicida asfixiado engolindo o curativo no hospital.
- Warren Kole como Tim Nelson apelidado de Roderick (1ª temporada),um velho amigo de Joe Carroll que acaba sequestrando Joey Matthews e é morto por um seguidor da seita devido a isso.
- Keith Carradine como Barry (2ª temporada), amigo e padrinho de Ryan Hardy.
- Kyle Barisich como agente Hopkins (2° temporada), especialista em informações e informática do FBI.
- Montego Glover como agente Lawrence (2° temporada), especialista em informações e informática do FBI
- Camille De Pazzis como Giselle (2ª temporada), seguidora de Carroll que tem origem francesa, próxima de Luke e Mark. Foi morta a facada por Ryan Hardy por ter dito falsamente que havia assassinado sua sobrinha Max Hardy.
- Valerie Cruz como Agente Gina Mendez (2ª e 3° temporada), agente do FBI, Gina mantinha um relacionado amoroso com Jana Murphy. Gina encontra-se hospitalizada por ter levado duas facadas de Jana.
- Leslie Bibb como Jana Murphy (2° temporada), seguidora de Joe Carroll e ex agente do FBI que mantinha um relacionamento amoroso com a agente Gina Mendez e possuia dois filhos: Billy e Andrea. Além de telefonemas, Jana se comunicava com Joe utilizando o email de Debra Parker. Foi através de Jana que Joe Carroll conseguiu informações e documentos falsos. Jana cometeu suicídio com um tiro na cabeça, após Ryan Hardy e Mike Weston questioná-la sobre o paradeiro de Joe Carroll.
- Carrie Preston como Judy Lang (2ª temporada), prostituta, mãe da jovem Mandy e admiradora que acolhe Carroll (sob nome falso Daryl) e vivem disfarçados durante um ano. Mantém relacionamento sexual com o Reverendo Glen (assassinado por Joe após descobrir sua verdadeira identidade). Judy é assassinada com uma facada por sua própria filha.
- Bambadjan Bamba como Sami e Jamel (2° temporada) irmãos gêmeos de origem francesa e filhos adotivos de Lily Gray. Ambos são mortos por Ryan Hardy.
- Rita Markova como Radmilla (2° temporada), é a filha adotiva de Lily Gray de origem russa. Radmilla é assassinada por Joe Carroll enquanto este tentava fugir.
- Arthur Strauss (2° temporada), foi o mentor de Joe Carroll até que este ingressar na Universidade de Winslow. De acordo com Carrie Cooke, Arthur ainda o visitou na universidade nos dias 4 de abril de 1997 e 12 de junho de 1999. Arthur, juntamente com os seguidores Wyker e Douglas, sequestraram e assassinaram William Halston (irmão por parte de pai de Joe Carroll) que foi necessário para fingir a morte dele. Arthur também abrigou Joe Carroll por um mês em sua residência, devido às feridas do incêndio.
- Owen Campbell como Cole (2° temporada), assim como Joe Carroll, foi um aprendiz de Arthur Strauss que conseguiu capturar Ryan Hardy com um spray sonífero quando este tentava salvar a repórter Carrie Cooke. Cole foi morto com um tiro disparado por Max Hardy.
- Carlos Pérez (2° temporada), seguidor de Joe Carroll que o ajudou a fugir de barco do incêndio no farol, levando-o para a casa de Arthur Strauss. Posteriormente, ele foi morto a facada por Luke Gray por ter revelado a identidade do grupo.
- Kurt e Chris Boler (2° temporada), são respectivamente pai e filho responsáveis pelo sequestro de Max Hardy a mando de Lily Gray. Kurt era um assassino de prostitutas que acabou sendo morto com um tiro disparado por Ryan Hardy na floresta, após a fuga de Max. Chris Boler foi um garoto de 13 anos responsável pela filmagem do sequestro que foi enviado à Ryan Hardy e por isso foi levado à delegacia para depor.
- Shannon Boler (2° temporada), esposa de Kurt Boler e mãe de Chris Boler que não sabia da participação deles no sequestro de Max Hardy.
- Lance Tierney (2° temporada), foi um serial killer que estava refugiado na comunidade Corban, foi mandado para o ''buraco'' (local destinado a assassinos de alta periculosidade e serial killers) após arrancar a orelha de uma menina da seita. Ele foi enviado juntamente com Robert e Emma para entregar um vídeo à Carrie Cooke no qual deveria ser mostrado em rede pública. Lance foi morto com um tiro disparado por um policial do FBI. Lance era namorado de Mallory Hodge.
- Emily Kinney como Mallory Hodge (2° temporada), era a namorada e companheira inseparável de Lance Tierney, a qual perdeu o emprego num restaurante por causa disso. Ela era uma seguidora da comunidade Corban (juntamente com seu namorado) e, em seguida, uma das novas recrutas escolhida por Robert e Joe Carroll (assim com Patrick, Tilda e Lucas) para compor um novo grupo de seguidores e espalhar a sua mensagem. Ela foi morta com uma facada no pescoço pelo próprio colega Patrick, após esta ter se rendido à polícia para que pudesse voltar para casa dos pais.
- Patrick (2° temporada), foi um ex-soldado que serviu no Iraque mas foi expulso por torturar cidadãos iraquianos e finalmente encontrou seu caminho como seguidor da comunidade Corban ao qual foi mandado para o ''buraco''. Em seguida, pelo seu grande potencial, tornou-se um dos novos recrutas escolhida por Robert e Joe Carroll (assim com Mallory, Tilda e Lucas) para compor um novo grupo de seguidores e espalhar a sua mensagem. Ele foi morto com um tiro disparado por Mike Weston após este ter esfaqueado no pescoço a sua colega Mallory.
- Lucas (2° temporada), foi um dos membros da comunidade Corban que se tornou um dos seguidores de Joe Carroll (juntamente com Mallory, Patrick e Tilda). Lucas foi morto com um tiro disparado por Mike Weston ao atacá-lo de surpresa no corredor do quarto onde os jovens universitários estavam refugiados e mascarados.
- Angela (2° temporada),  era membro da comunidade Corban e se tornou uma das seguidores de Joe Carroll. Angela matou sua colega Carla a mando de Joe Caroll para provar sua lealdade. Angela foi enviada juntamente com Lucas, Tilda e Robert para ajudar no sequestro de Preston Turner, filho do pastor Kingston Tanner. Suicidou-se incendiada na frente da casa do pastor Kingston Tanner como um sinal para que ele pudesse fugir.
- Kingston Tanner (2° temporada), foi um pastor televisivo que pregava palavras contra a seita de Joe Caroll e por isso foi morto por seus seguidores, enquanto saia de carro de uma entrevista com Carrie Cooke. Ele tinha um filho chamado Preston Turner. Suicidou-se com uma facada no pescoço após ter sido torturado por Joe Carroll na catedral.
- Preston Turner (2° temporada), é o filho do pastor Kingston Tanner. Preston era universitário e morava em uma república com outros estudantes. Preston foi sequestrado por Angela, Robert e Tilda e então levado para a comunidade Corban onde se encontra refém de Joe Carrol.

## Exibição
| Temporada | Episódios | Estreia               | Estreia                | Final               | Final                  |
| Temporada | Episódios | Data                  | Audiência (em milhões) | Data                | Audiência (em milhões) |
| --------- | --------- | --------------------- | ---------------------- | ------------------- | ---------------------- |
| 1         | 15        | 21 de janeiro de 2013 | 10,42                  | 29 de abril de 2013 | 7,82                   |
| 2         | 15        | 19 de janeiro de 2014 | 11,18                  | 28 de abril de 2014 | 4,81                   |

## Prêmios e indicações
| Ano  | Associação             | Categoria                     | Nominated work | Resultado |
| ---- | ---------------------- | ----------------------------- | -------------- | --------- |
| 2013 | 39th Saturn Awards     | Melhor série de televisão     | The Following  | Indicado  |
| 2013 | 39th Saturn Awards     | Melhor ator na televisão      | Kevin Bacon    | Venceu    |
| 2014 | People's Choice Awards | Ator dramático de Tv favorito | Kevin Bacon    | Indicado  |